# Шмаков Михайло Лифантійович
Миха́йло Лифа́нтійович Шма́ков (рос. Михаил Лифантьевич Шмаков; 29 грудня 1926 — 7 лютого 2010) — радянський військовик і науковець, генерал-майор, кандидат технічних наук.

## Життєпис
Народився в селі Мамоново, нині Маслянинського району Новосибірської області Росії.
У лавах ЗС СРСР з 1943 року. У 1957 році закінчив Військово-інженерну академію імені В. В. Куйбишева.
З 1957 по 1979 роки проходив військову службу на Семипалатинському полігоні (в/ч 52605): з 1964 року — начальник відділу, згодом — начальник наукового управління і заступник начальника полігону з науково-випробувальної роботи.
У 1979—1985 роках — заступник начальника управління в/ч 31600 (12-те Головне управління Міністерства оборони).
У 1985—1987 — командир в/ч 46179 (Служба спеціального контролю Міністерства оборони).
У 1987 році звільнений з військової служби за віком.
Протягом 1988—2005 років — старший науковий співробітник, начальник науково-дослідницької лабораторії НДІІТ (ВНДІА).
Мешкав у Москві.

## Нагороди
Нагороджений орденами Жовтневої Революції (1974), Трудового Червоного Прапора (1979, 1984), Червоної Зірки (1967), медалями.
Лауреат Державної премії СРСР (1977, за забезпечення випробувань ядерних зарядів).
Заслужений діяч науки Казахської РСР (1972).